# Elliptorhina javanica
Elliptorhina javanica är en kackerlacksart som först beskrevs av Hanitsch 1930.  Elliptorhina javanica ingår i släktet Elliptorhina och familjen jättekackerlackor. Inga underarter finns listade i Catalogue of Life.